# Aleksandr Misurkin
Aleksandr Aleksandrovich Misurkin (em russo:  Aлександр Aлександрович Мисуркин); Yershichsky, 23 de setembro de 1977) é um ex-cosmonauta russo, veterano de três missões na Estação Espacial Internacional.

## Carreira
Cursou a Escola de Pilotos da Força Aérea de Kasha e formou-se como piloto-engenheiro no Instituto de Aviação Militar de Armavir em outubro de 1999 com medalha de ouro. Como piloto, serviu no  627º Regimento Aéreo de Pilotos de Guarda de Krasnodar e acumulou um total de 1060 horas de voo. Em outubro de 2006 foi aceito para o curso de treinamento de cosmonautas da Agência Espacial Russa e passou a receber o treinamento básico no Centro de Treinamento de Cosmonautas Yuri Gagarin na Cidade das Estrelas, entre fevereiro de 2007 e junho de 2009. Entre 2009 e 2011, ele passou a receber treinamento especializado no programa da Estação Espacial Internacional. Em 2011, treinou como cosmonauta engenheiro de voo  substituto das Expedições 33 e 34 e das naves Soyuz TMA-M.

### Cosmonauta
Misurkin foi ao espaço pela primeira vez em 28 de março de 2013, integrando a tripulação da nave Soyuz TMA-08M, para uma missão de longa permanência no espaço como engenheiro de voo das Expedições 35 e 36 na ISS. Após cinco meses e meio em órbita, durante os quais realizou três caminhadas espaciais, retornou à Terra em 10 de setembro, comandando a TMA-08M para um pouso suave nas estepes do Casaquistão.
Em 12 de setembro de 2017 ele voltou ao espaço no comando da nave Soyuz MS-06 para mais uma missão de longa permanência na ISS, integrando as Expedições 53 e 54. Durante a missão ele realizou uma caminhada espacial de oito horas para fazer uma troca de antenas no exterior do módulo russo Zvezda; retornou em 28 de fevereiro de 2018, acumulando mais 168 horas em órbita.
Como comandante da missão turística Soyuz MS-20, Misurkin tornou-se o primeiro correspondente da TASS no espaço.
Misurkin se aposentou da Roscosmos no dia 31 de março de 2022.